# Джордж Вашингтон
Джо́рдж Ва́шингтон (22 лютого 1732 , Вестморленд, Колонія Вірджинія, Британська імперія  — 14 грудня 1799 , Ферфакс, Вірджинія ) — американський державний діяч, перший президент Сполучених Штатів (1789—1797 роки), батько-засновник США, головнокомандувач Континентальної армії, учасник війни за незалежність Північноамериканських штатів, творець американського інституту президентства, генерал армій США, національний герой країни.
Народився у Вірджинії, тоді колонії Великої Британії. Виріс у кількох маєтках вздовж рік Потомак і Рапаганок. Сильний опонент політиці уряду Англії, Джордж Вашингтон скликав Континентальний конгрес у 1774 і 1775 роках, а з початком Війни за незалежність США був обраний головнокомандувачем Континентальної армії.
Після підписання Паризького договору 1783 року повернувся до свого маєтку Маунт-Вернон, але незадоволений Статтями Конфедерації в 1787 році повернувся у політику і був обраний президентом Конституційної конвенції. У ці роки він пережив курйозний «замах» на своє життя, коли зі згоди англійського короля Георга III його намагалися «отруїти» помідорами, що у той час ще вважалися в Америці сильною отрутою.
У 1789 році обраний першим Президентом США і працював на цій посаді до 1797 року. Хоча він намагався набрати міністрів з різних фракцій, його аристократичний погляд на речі розходився з точкою зору його державного секретаря, Томаса Джефферсона, який подав у відставку в 1793 році, у результаті чого була створена двопартійна система.
Започаткував політику нейтралітету в зовнішніх справах, яка була базовою до початку 20 сторіччя аж до приходу до влади Теодора Рузвельта.
З його ініціативи до усіх президентів в США звертаються містер Президент. Утвердив значущість права під час придушення «повстання через віскі», яке вибухнуло через підвищення податку на алкоголь. За його президентства Александер Гамільтон заснував Перший банк Сполучених Штатів.
Покинувши пост президента, Вашингтон повернувся в Маунт-Вернон, де й помер у 1799 році. Різні сучасні медичні автори припускають, що він помер від тяжкого випадку епіглотиту, ускладненого тодішнім невправним лікуванням, особливо великою втратою крові через кровопускання, яке майже напевно спричинило гіповолемічний шок.

## Початок життєвого шляху

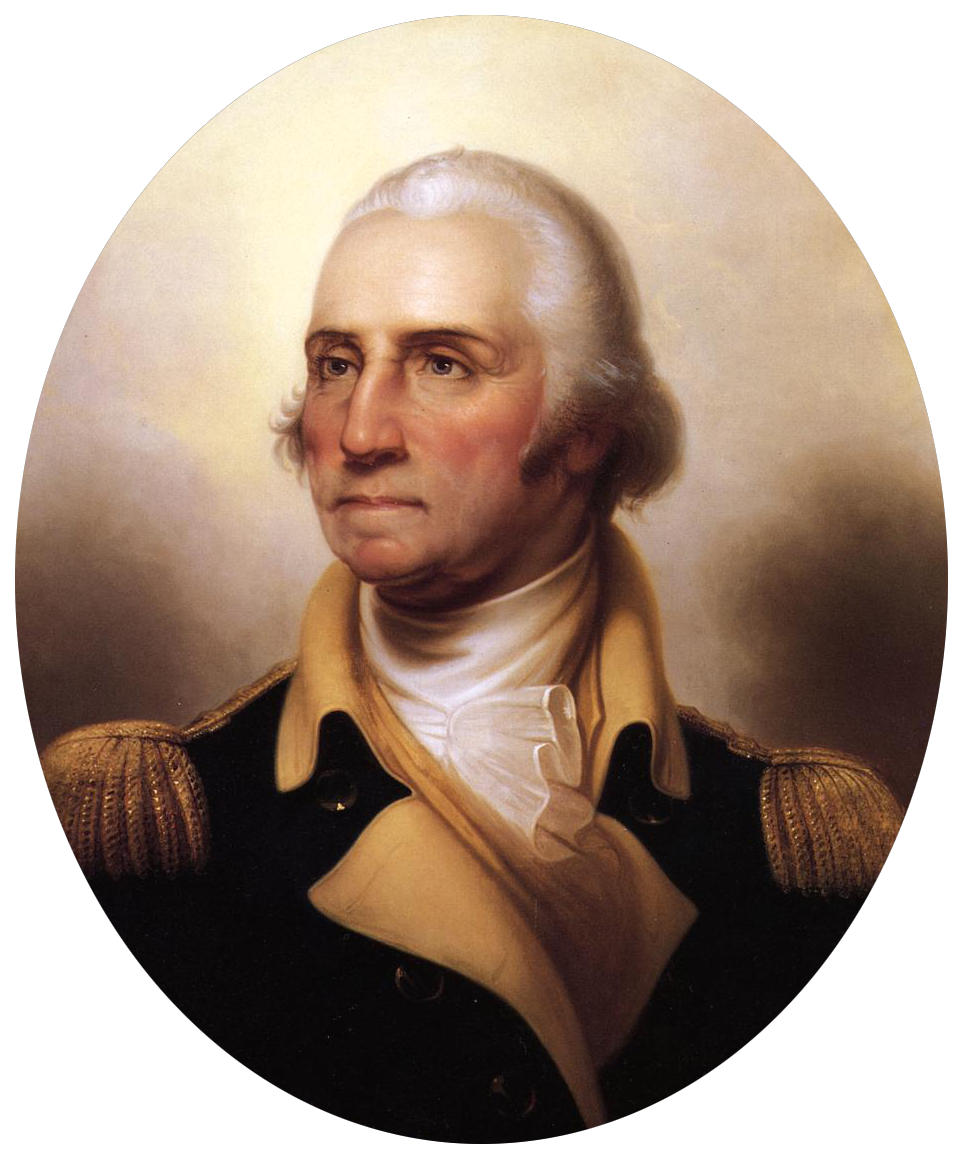
Портрет Вашингтона у військовій формі

Джордж Вашингтон народився 22 лютого 1732 року в родині, четверте покоління якої проживало у Вірджинії. У товстій домашній Біблії зроблено запис про те, що Мері Болл Вашингтон народила сина Джорджа 22 лютого 1732 року близько десятої години ранку на фермі Поупс-Крік у графстві Вестморленд. Дитинство і юність він провів у скромних умовах, отримав домашнє виховання, займався самоосвітою. В 11-річному віці втратив свого батька Августина, власника тютюнової плантації і землеміра. У 1748 році Вашингтон брав участь в експедиції лорда Фейрфакса, що проводила землемірні роботи в долині Шенандоа. З 1749 року був землеміром графства Калпеппер. Джорджа по смерті батька виховував зведений брат Лоуренс. У 1751 році Вашингтон здійснив свою єдину поїздку за кордон, коли супроводжував Лоуренса на Барбадос, сподіваючись, що клімат вилікує туберкульоз його брата. Під час поїздки Вашингтон перехворів на натуральну віспу, що залишила його обличчя злегка пошкодженим. Після смерті Лоуренса він успадкував у 1752 році маєток Маунт-Вернон під Александрією, на річці Потомак, в цьому ж році став майором місцевого ополчення.
У 1753 році отримав доручення попередити французів, щоб вони не повинні просуватися в долину річки Огайо. Поїздка тривала протягом одинадцяти тижнів, Вашингтону довелося подолати 800 км і пережити чимало небезпечних епізодів. У 1753–1754 роках командував одним з округів ополчення Вірджинії. 1755 року взяв участь у поході проти форту Дюкена, де він потрапив у полон. Під час повторної експедиції до цього ж форту Вашингтон проявив хоробрість, за що й отримав звання полковника і був призначений командиром внутрішнього ополчення. Вашингтон і далі продовжував брати участь у військових діях проти французів та індіанців, займаючи оборонні позиції, але 31 грудня 1758 року повернувся до Вірджинії та подав у відставку.
6 січня 1759 року одружився з багатою вдовою Мартою Дендридж Кастіс (яка взяла його прізвище) і отримав багате придане: 17 тисяч акрів землі, 300 рабів і особняк в Вільямсбурзі. Шлюб виявився щасливим, хоча дітей у подружжя не було. Вашингтон виховував двох дітей своєї дружини від першого шлюбу. Втім, пасинок Джекі виявився дуже ледачим. Ректор приватної школи у Вірджинії писав про нього таке: «Природа, напевно, наділила йому бути азійським князьком». Джекі рано одружився й рано помер — у 26-річному віці. Четверо його дітей росли й виховувалися в будинку Вашингтонів. Завдяки працьовитості і суворому порядку Вашингтонові вдалося збільшити дохід свого маєтку і стати одним з найбагатших землевласників Вірджинії. На своїх фермах на березі річки Потомак він вирощував тютюн, пшеницю, а до 1772 року вже експортував рибу та борошно у Вест-Індію. У своєму сусідові, лордові Фейрфаксі, який належав до найзаможніших землевласників Вірджинії, Вашингтон знайшов наставника. Фейрфакс познайомив його зі стилем життя нетитулованого дворянства і підтримував його на шляху до кар'єри офіцера та землевпорядника.
На світогляд і політичну філософію Вашингтона вплинула англійська опозиційна чи аграрна література початку XVIII століття. Вашингтон захоплювався Катоном Молодшим, якого вважав взірцем всіх римських чеснот. Цим зразкам він намагався відповідати в суспільному та особистому житті, дотримуючись класичного стилю мови і сповненої гідності жестикуляції та міміки. Самовладання, строгий контроль емоцій та дисциплінована поведінка стали його видатними якостями, під якими усе менш проступала первісна спонтанність. Консервативний і розважливий по темпераменту, помірковано релігійний, без глибокого інтересу до теологічних питань, але при цьому постійно готовий до сприйняття нових ідей і думок, він з'єднував чесноти з прогресивною свідомістю Просвітництва.

## Американська революція (1775—1787)
Хоча Вашингтон висловлював опозицію до Акту про гербовий збір, першого податку на колонії, він не відігравав значної ролі в русі опору аж до хвилі протестів проти Актів Тауншенда 1767 року. У травні 1769 року Вашингтон зробив пропозицію, текст якої написав його товариш Джордж Мейсон, яка закликала Вірджинію до бойкоту англійських товарів, доки Акти не буде скасовано. Парламент скасував Акти Тауншенда в 1770 році. Однак розцінював прийняття Нестерпних актів 1774 року як «посягання на наші права й привілеї». У липні 1774 року він головував на зборах, які прийняли «Резолюції Ферфакса», що закликали, зокрема, до скликання Континентального конгресу. У серпні Вашингтон взяв участь у Першому Вірджинському конгресі, де його обрали делегатом на Перший Континентальний конгрес.

### Головнокомандувач
Після битви при Лексингтоні й Конкорді поблизу Бостона у квітні 1775 року колонії розпочали війну. Вашингтон мав престиж, військовий досвід, харизму й хист до командування, був також відомий своїм патріотизмом. Вірджинія була найбільшою з колоній, а тому заслуговувала пошани, й Нова Англія, в якій розпочалися бої, розуміла, що потребує підтримки півдня. Вашингтон не домагався посади головнокомандувача й говорив, що таке йому не під силу, але серйозних конкурентів у нього не було. 14 червня 1775 року Конгрес проголосив про створення Континентальної Армії. За пропозицією Джона Адамса з Массачусетса, Вашингтону надали звання генерал-майора і призначили головнокомандувачем.
Упродовж війни Вашингтон мав три різні ролі. У 1775—1777 роках і знову в 1781 році він вів свої війська проти основних сил британців. Хоча багато битв було програно, він ніколи не здавався й продовжував бої аж до кінця війни. Загальну стратегію бойових дій він планував разом із Конгресом.
По друге, на ньому лежала відповідальність за підготовку військ. Він призначив відповідальним за бойову підготовку рекрутів барона Фрідріха фон Штейбена, ветерана прусського генерального штабу. За постачанням військ наглядав Конгрес, і Вашингтон чинив на нього тиск, щоб отримати найсуттєвіше. У червні 1776 Конгрес призначив комітет під назвою Рада війни й постачання, який з липня 1777 року став називатися Радою війни, куди входили представники війська. Командування американських військових сил складалося з людей, призначених Конгресом, і доволі часто це робилося без згоди Вашингтона, а нижні офіцерські посади в ополченні займали люди, делеговані штатами. Внаслідок такої мішанини, успіхи чергувалися з невдачами, деякі з фаворитів Вашингтона, наприклад Джон Салліван, не змогли навчитися командувати. Але врешті-решт йому вдалося підібрати здібних офіцерів, таких як генерал Натанієль Грін та начальник штабу Александер Гамільтон. Американські офіцери ніколи не були рівними британцям у мистецтві тактики й маневрування і, як наслідок, програли багато битв. Великі успіхи при Бостоні 1776 року, Саратозі — 1777 року та Йорктауні — 1781 року траплялися тоді, коли вдавалося впіймати британців далеко від баз і мати значну перевагу в силах.
Третя, найважливіша роль Вашингтона була в тому, щоб стати символом опору короні, втіленнями революціонера. Його надзвичайний авторитет та політичне вміння утримували Конгрес, військо, французів, ополченців й штати в одному руслі на шляху до спільної мети. Вашингтон добровільно пішов у відставку й розпустив армію після перемоги у війні, чим назавжди встановив принцип верховенства цивільних у військових справах. Однак він невтомно повторював, що добре дисциплінований професійний вояк удвічі цінніший за схильного до помилок аматора, і це допомогло подолати ідеологічну недовіру до військових.

### Перемога під Бостоном
Вашингтон прийняв командування Континентальною армією поблизу Кембриджа у липні 1775 року під час облоги Бостона. Збагнувши, що війську не вистачає пороху, Вашингтон звернувся із запитом на постачання. Американські війська здійснили низку рейдів на британські арсенали, зокрема на Карибах. Розпочалися зусилля із виробництва. До кінця 1776 року вдалося купити, здебільшого у Франції, 2,5 млн фунтів пороху, чого ледь вистачало. Під час довгого протистояння Вашингтон реорганізував армію й, розташувавши артилерію на Дорчерстерських висотах, змусив британців відступити. Британці покинули Бостон у травні 1776 року, й Вашингтон пішов із своїм військом на Нью-Йорк.
Британські газети, незважаючи на негативне ставлення до американських патріотів, хвалили Вашингтона за високі особисті якості й уміння командувати. Така похвала була сміливою, оскільки Вашингтон був генералом ворожої армії, яка на думку британців загрожувала розвалити Британську імперію.

### Поразка при Нью-Йорку й тактика Фабіана

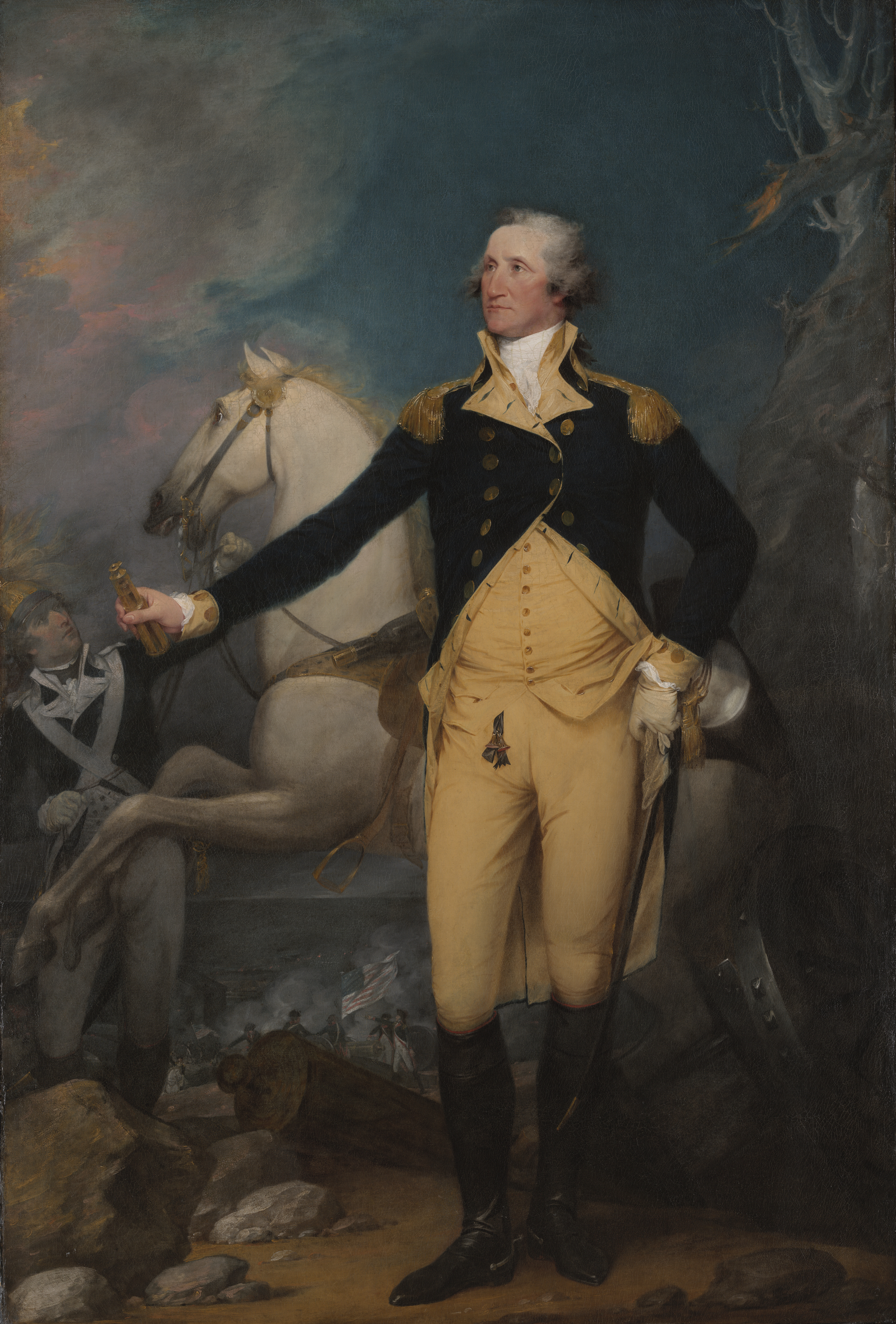
Генерал Джордж Вашингтон біля Трентона, Джон Трамбулл, Картинна галерея Єльського університету (1792 рік)

У серпні 1776 року британський генерал Вільям Гау розпочав масований наступ на Нью-Йорк із моря та з суші з наміром захопити місто. Континентальна армія під проводом Вашингтона зійшлася з ворогом у битві за Лонг-Айленд, яка стала найбільшою у війні. Американці значно поступалися чисельністю військ, чимало людей дезертувало, й Вашингтона розбили. Тож він змушений був уночі відступити за Іст-Ривер. Йому вдалося зробити це без втрат у живій силі й спорядженні. При цьому Вашингтон уникнув оточення, але Гау 16 листопада захопив Форт-Вашингтон, завдавши континентальцям значних втрат. Вашингтон продовжував відступати через Нью-Джерсі, майбутнє Континентальної армії було сумнівним, зважаючи на великі втрати й слабкий приплив рекрутів. Уночі на 25 грудня 1776 року Вашингтон розпочав повертати втрачене несподіваною атакою на пост гессенців у західному Нью-Джерсі, в районі Трентона. Він привів армію до переходу через річку Делавер, де захопив у полон майже 1000 гессенців. За перемогою при Трентоні на початку січня сталася нова звитяга під Принстоном. Британці відступили до околиць Нью-Йорка. Вони утримували місто аж до мирного договору 1783 року. Перемоги Вашингтона зламали стратегію пряника й батога британців, які зазвичай показували свою силу, а потім пропонували угоди на шляхетних умовах. Американці не погоджувалися на будь-що, крім незалежності. Перемог Вашингтона не було достатньо для повної й беззаперечної звитяги патріотів, але, оскільки чимало вояків упродовж зими або дезертувало, або не забажало продовжити контракт, Вашингтон і Конгрес реорганізували військо, збільшуючи виплати тим, хто залишався, й караючи дезертирів. Завдяки цим зусиллям військо зросло.
Історики сперечаються щодо того, чи справді Вашингтон надавав перевагу тактиці Фабіана, яка зводилася до стрімких нападів на британців й подальшим відступом так, щоб більші військові підрозділи противника не змогли наздогнати. Можливо, він волів би зійтися з супротивником у вирішальній битві. Тоді як південний командувач Грін використовував тактику Фабіана у 1780—81 роках, Вашингтон вдавався до неї тільки від осені 1776 до весни 1777 після того, як втратив Нью-Йорк, коли його військо почало розтавати. Битви при Трентоні й Принстоні були прикладом тактики Фабіана. До літа 1777 року Вашингтон відновив сили й упевненість, тож перестав використовувати рейди й перейшов до тактики широкомасштабної конфронтації, наприклад при Брандивайні, Германтауні, Монмуті та Йорктауні.

### Кампанії 1777 року
Наприкінці літа 1777 року британці під командуванням Джона Бергойна здійснили вторгнення з Квебеку, намагаючись розділити непокірну Нову Англію. Генерал Гау пішов зі своїм нью-йоркським військом на Філадельфію замість того, щоб зустрітися з силами Бергойна біля Олбані. Це була велика стратегічна помилка британців, і Вашингтон швидко попрямував до Філадельфії назустріч Гау, уважно стежачи за тим, що відбувається на півночі. Битви виявилися занадто складними для недосвідчених американців, і Вашингтона розбили. У битві біля Брендвайна 11 вересня 1777 року Гау переграв Вашингтона завдяки вмілому маневру і 26 вересня увійшов до американської столиці Філадельфії без супротиву. На початку жовтня військо Вашингтона здійснило невдалу атаку на Германтаун. Водночас, Бергойн, без підтримки Гау потрапив у пастку й змушений був здатися із усією своєю армією. Ця перемога американців стала поворотним пунктом як у воєнному плані, так і дипломатично. Франція відгукнулася на поразку Бергойна тим, що відкрито вступила у війну на боці Америки. Після поразки Вашингтона біля Філадельфії деякі члени Конгресу почали розмови про усунення генерала від командування. Але спроба здійснити такі плани провалилася завдяки організованій підтримці однодумців Вашингтона.

### Долина Фордж

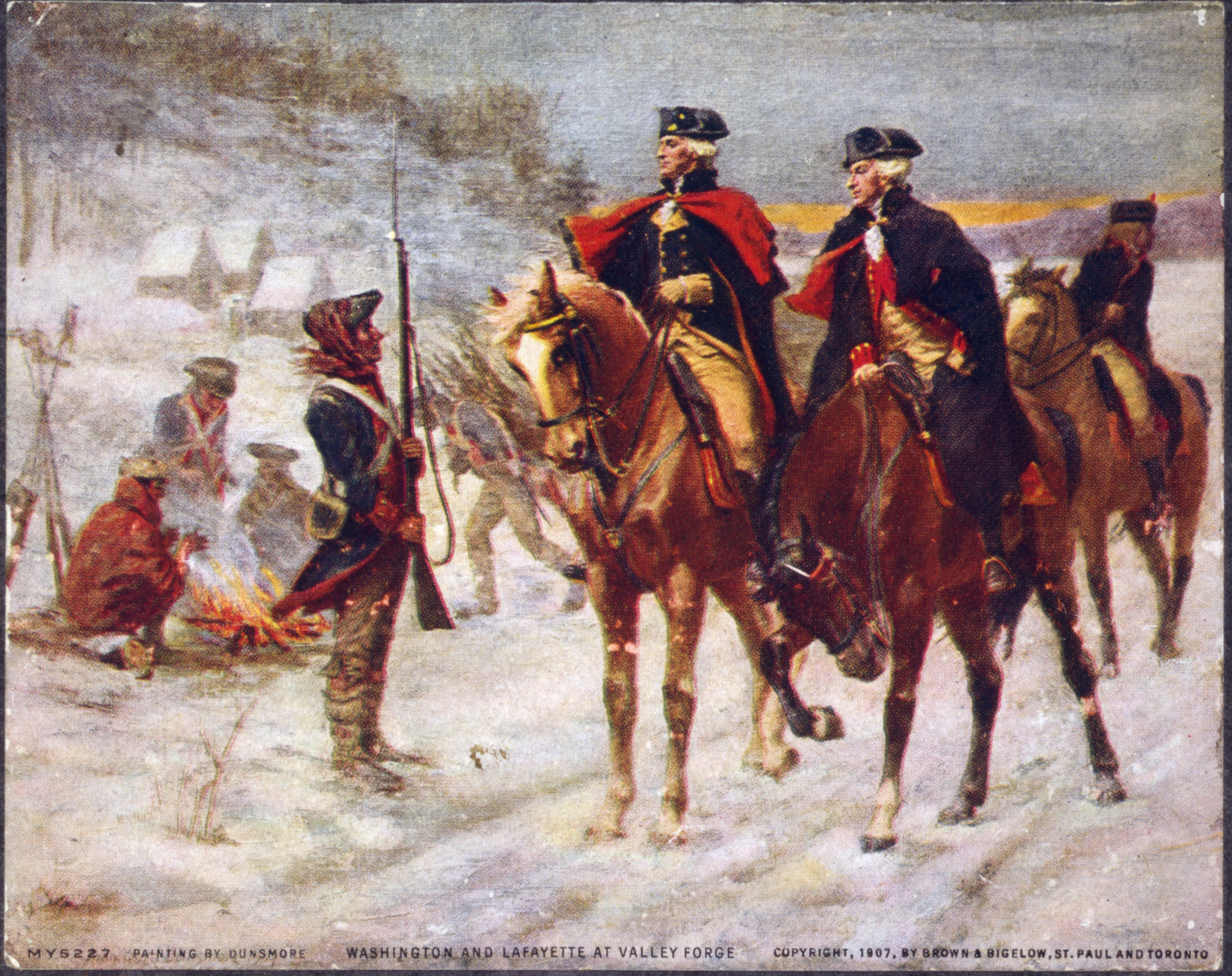
Вашингтон та Лафаєтт оглядають війська в долині Фордж

11-тисячна армія Вашингтона розташувалася на зиму в долині Фордж на півночі від Філадельфії. Упродовж шести наступних місяців у таборі померло тисячі людей, здебільшого від хвороб. Число жертв оцінюється від 2000 до 2500, а то й до 3000. Проте наступної весни військо вийшло з долини у доброму стані завдяки, зокрема, муштрі, яку організував генерал фон Штойбен. У 1778 році британці відтягнулися з Філадельфії до Нью-Йорка, і Вашингтон тримався у них на п'ятах. Битва при Монмуті завершилася нічим. Після неї британці продовжили марш до Нью-Йорка, а Вашингтон привів своє військо в околиці міста.

### Перемога під Йорктауном

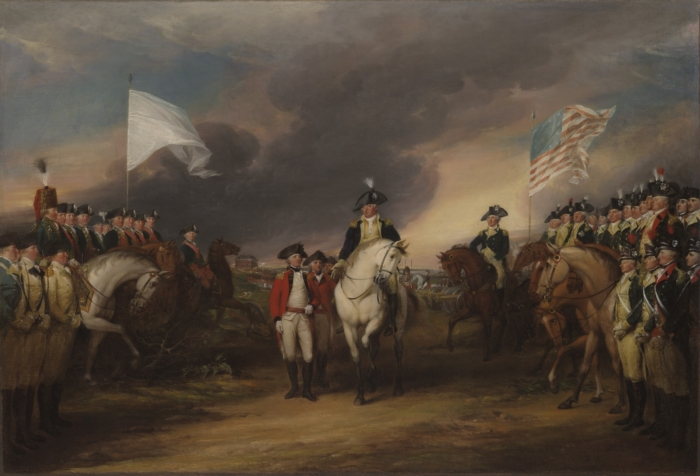
Здача лорда Корнвалліса під Йорктауном 19 жовтня 1781, Джон Трамбулл, Мистецька галерея Єльського університету (1787- пр. 1828)

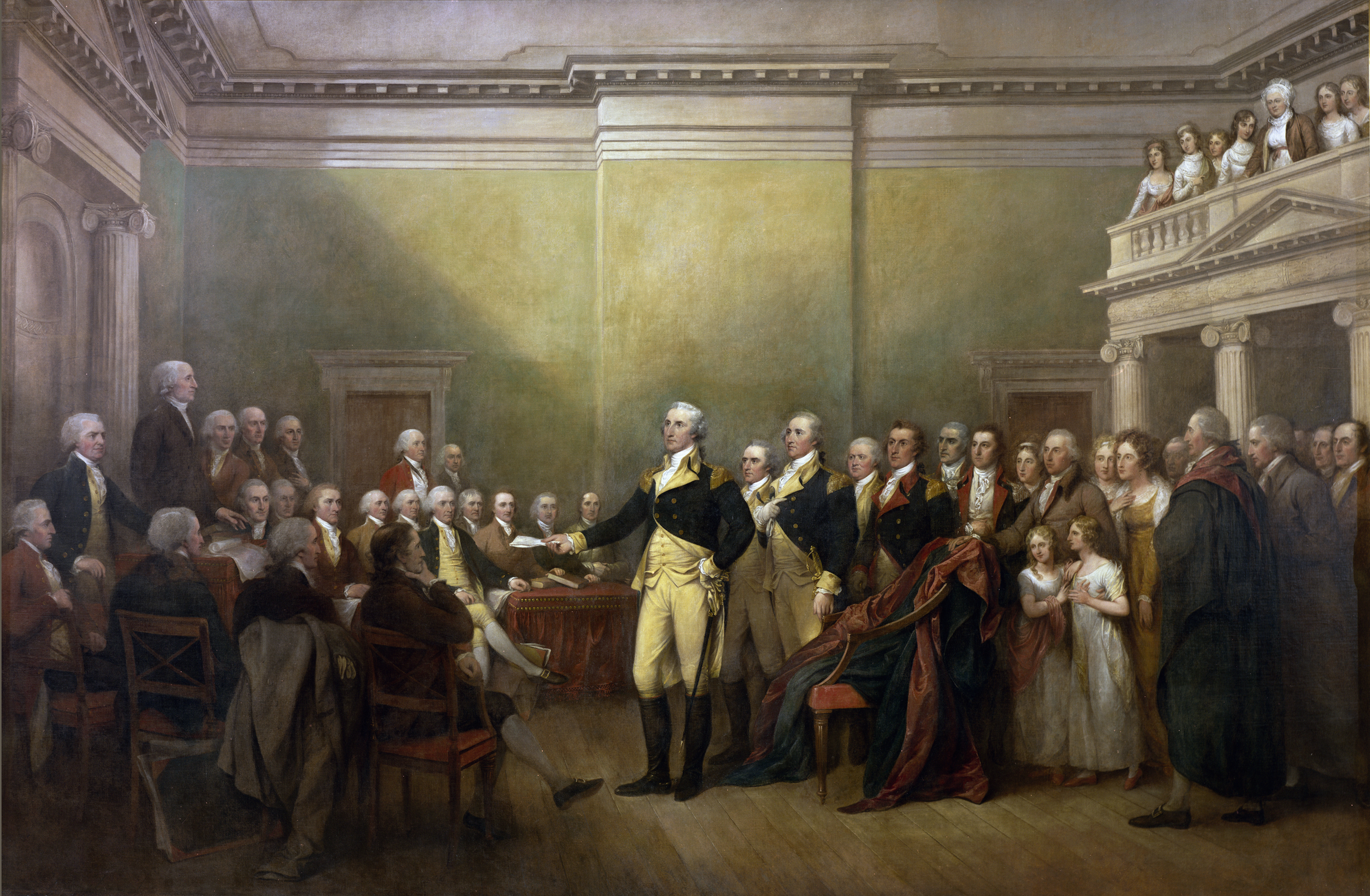
Генерал Джордж Вашингтон подає у відставку, Джон Трамбулл, Ротунда Капітолія (замовлення 1817)

Влітку 1779 року за наказом Вашингтона експедиція генерала Джона Саллівана здійснила кампанію випаленої землі проти індіанців ірокезів, знищивши понад 40 селищ у центральних та північних частинах штату Нью-Йорк. Індіанці підтримували британців і робили рейди на американські прикордонні поселення. У липні 1780 року на Род-Айленд прибули 5000 загартованих у битвах французів під проводом генерала Донатьєна де Рошамбо. Континентальна армія отримала від французів 20 тис. доларів французького золота. Це дозволило Вашингтону завдати вирішального удару 1781 року. Спочатку французький флот переміг британців у Чесапікській битві, і британська армія у Вірджинії опинилася в пастці. 17 жовтня британці здали Йорктаун і облога цього міста стала останньою великою подією у війні.

### Демобілізація
Вашингтон не міг бути впевненим, що після Йорктауна британці не відновлять військових дій. У них ще залишалася 26-тисячне військо в Нью-Йорку, Чарлстоні та Саванні, а також могутній флот. Французькі сухопутні сили й флот відбули, тож у 82—83 роках американці могли розраховувати тільки на власні сили. Скарбниця була порожня, солдатам не платили, й вони почали висловлювати незадоволення, що загрожувало бунтом або державним переворотом. Вашингтон придушив невдоволення офіцерів у березні 1783 року, розкривши Ньюберзьку змову, а Конгрес пообіцяв виплатити п'ятирічні преміальні.
Паризький договір 1783 року підписано у вересні. Британія визнала незалежність Сполучених Штатів. Вашингтон розпустив військо і 2 листопада звернувся до своїх людей із красномовною промовою.
25 листопада британці покинули Нью-Йорк, звільнивши вхід для Вашингтона й губернатора. 4 грудня в таверні Фронсез Вашингтон формально попрощався з офіцерами, а 23 грудня пішов у відставку з посади головнокомандувача. Історик Гордон Вуд робить висновок, що ця відставка стала найбільшим вчинком у житті Вашингтона. Вона приголомшила аристократичну Європу. Король Георг III назвав Вашингтона «найвизначнішим характером епохи» саме завдяки цьому факту.

## Конституційний конвент (1787)
Відставка Вашингтона в Маунт-Верноні не затягнулася надовго. У 1784 році він здійснив дослідницьку мандрівку на західний фронтьєр, а потім його переконали бути присутнім на Конституційному конвенті у Філадельфії влітку 1787 року, де обрали головуючим. Його участь у дебатах була незначною, хоча він голосував за і проти. Однак завдяки його високому престижу підтримувалася колегіальність і порядок серед делегатів. Коли приймалося рішення встановити президентство, делегати мали на увазі саме Вашингтона, й він сам після обрання мав визначити, як воно працюватиме. Підтримка Вашингтоном проєкту Конституції також сприяла тому, що його ратифікували в усіх тринадцятьох штатах.

## Президентство (1789—1797)

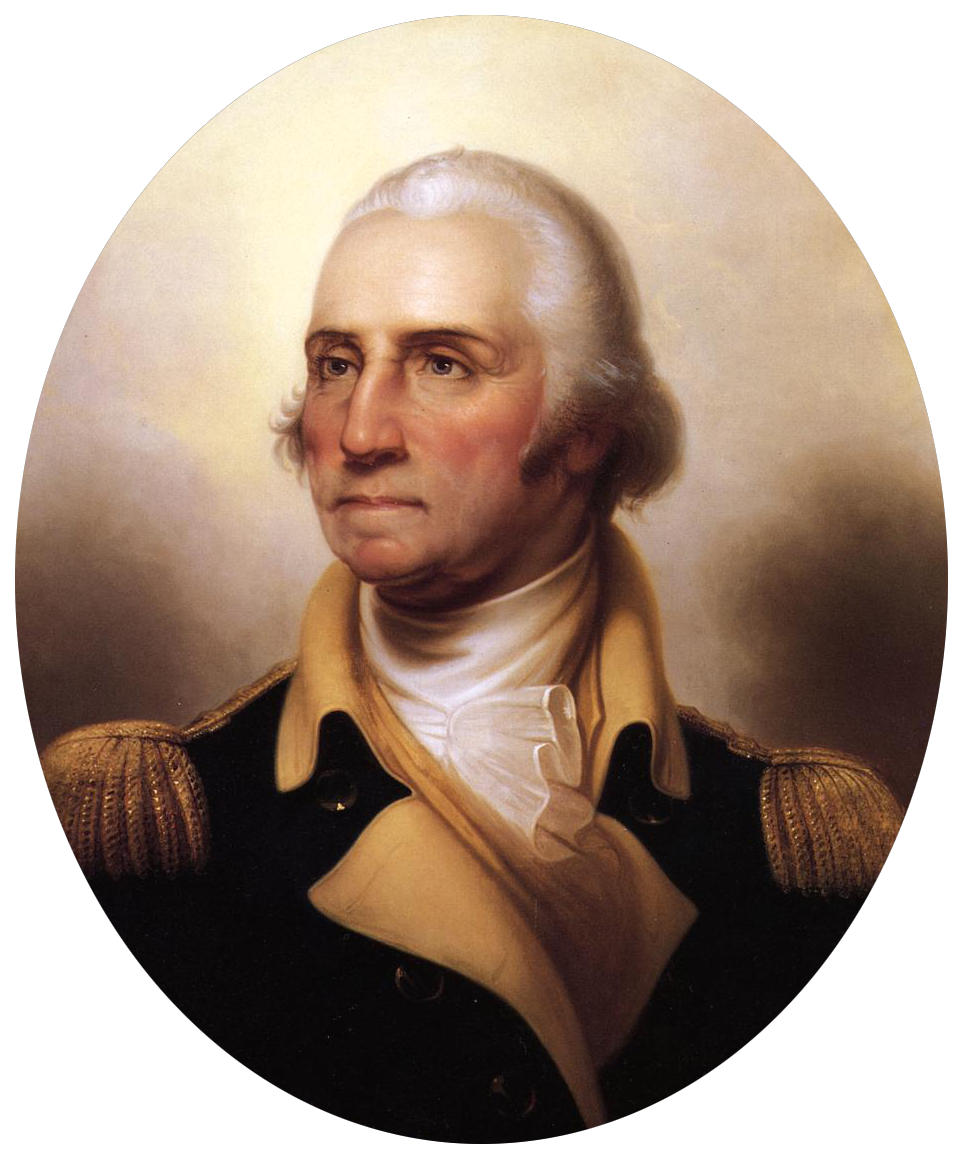
Джордж Вашингтон, Рембрандт Піл, Музей Де Янга (пр. 1850)

1789 року колегія виборців одноголосно обрала Вашингтона першим президентом США. Його переобрано у 1792 році. Він залишається єдиним президентом, за якого проголосували 100 % виборців. Джон Адамс, з другою сумою голосів став віцепрезидентом. 30 квітня 1789 року відбулася перша інавгурація, і Вашингтон присягнув з балкона Федерал-Холу в Нью-Йорку.
Перший Конгрес США встановив Вашингтону зарплатню 25 тисяч доларів у рік. У 1789 році це була велика сума. Вашингтон відмовився, оскільки був людиною небідною, і йому подобався імідж безкорисного слуги народу. Він все ж прийняв гроші після вмовляння Конгресу, щоб не склалося враження, що на посаду президента можуть претендувати тільки люди багаті. Президент розумів, що кожна його дія встановлює прецедент, а тому скрупульозно слідкував за встановленням церемоніальних правил, забезпечуючи те, щоб вони завжди залишалися республіканськими й ніколи не імітували правила європейських королівських дворів. З огляду на ці міркування він віддав перевагу звертанню «пане Президенте».
Вашингтон виявився здібним адміністратором. Він умів чудово розподіляти роботу й добре розбирався в характерах людей. Він регулярно розмовляв з головами департаментів й прислуховувався до їхніх порад. Маючи справу з буденною роботою, він був «систематичним, впорядкованим, енергійним, дбайливо ставився до думки інших… але рішучим, сконцентрованим на загальній меті й узгоджував із нею окремі дії».
На другий термін Вашингтон погодився неохоче, й відмовився від третього, встановивши звичай максимум двох президентських термінів.

## Вшанування пам'яті

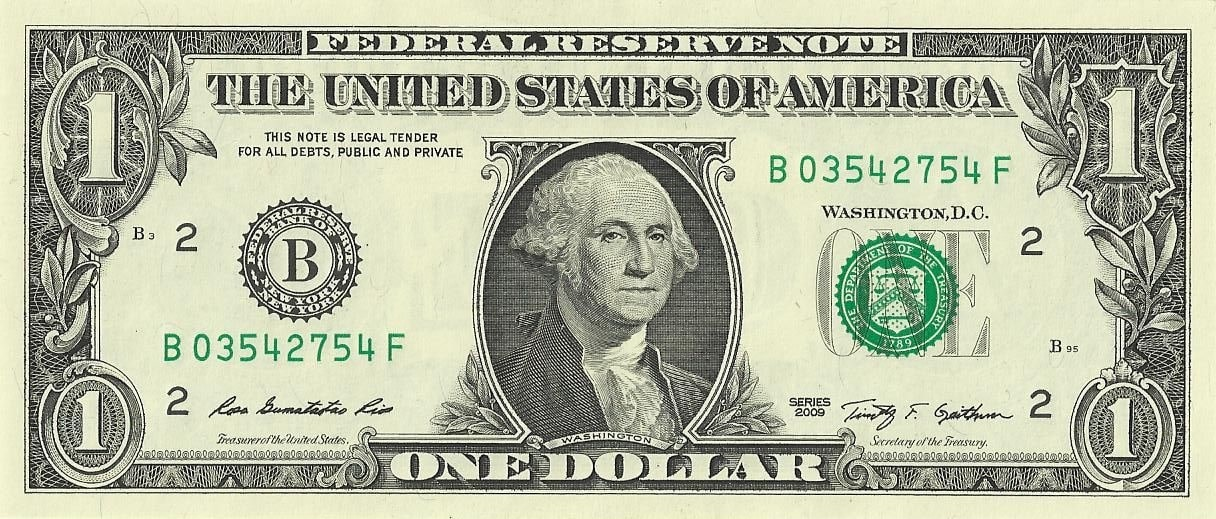

- У Львові є вулиця Джорджа Вашингтона
- Монумент Вашингтона

Названо на честь президента:
- 886 Вашингтонія астероїд
- гора Вашингтон
- штат Вашингтон
- місто Вашингтон, столиця США
- міста Вашингтон у різних штатах США
- Парк Вашингтона у місті Нью-Йорк
- Площа Вашингтона у місті Філадельфія

### У літературі
Тарас Шевченко у вірші «Юродивий» пророче бачить Вашингтона як зразок для «перезаснування» України поза межами корумпованої мілітаристської російської імперії — «тюрми народів»:
О роде суєтний, проклятий,
Коли ти видохнеш? Коли
Ми діждемося Вашингтона
З новим і праведним законом?
А діждемось-таки колись.